# Hundefoder
Hundefoder eller hundemad er dyrefoder til hunde. Hundefoder findes i forskellige former og inddeles typisk i forskellige kategorier:
- Tørfoder
- Vådfoder
- BARF (Biologically Appropriate Raw Food)

Hundefoder kan være tilpasset forskellige arter og størrelser af hunde. Eksempelvis findes der foder for større hunde, mindre hunde, hunde med højt energibehov og af dyrelæger medicinsk ordinært foder til hunde med eksempel allergi.
Hundefoder spiller en afgørende rolle i at sikre en hunds sundhed og trivsel. Når man vælger foder til sin hund, er det vigtigt at forstå forskellene mellem de forskellige typer foder såsom tørfoder, vådfoder og BARF (Biologically Appropriate Raw Food). Hver type har sine egne fordele og ulemper, og det er vigtigt at vælge det foder, der passer bedst til hundens behov.
Sikkerheden, tilstrækkeligheden og effektiviteten af foder til kæledyr er vigtige overvejelser for dyrlæger og forbrugere. Producenter af foder til kæledyr i Europa og USA er forpligtet til at overholde flere regler fra en række agenturer for at markedsføre fødevarer i den offentlige sektor. Forbrugere og dyrlæger er dog muligvis ikke opmærksomme på de mange systemer på plads, der hjælper med at sikre sikkerheden og tilstrækkeligheden af fødevarer til deres kæledyr.

## Tørfoder
Tørfoder er den mest almindelige type hundefoder på markedet. Det består af tørrede ingredienser, der er formet til små pellets. Tørfoder er populært blandt hundeejere, fordi det er let at opbevare, økonomisk og praktisk. Det har en længere holdbarhed end vådfoder og bidrager også til hundens tandhygiejne ved at reducere plak og tandsten.
Tørfoder er typisk sammensat af kød, korn, grøntsager og vitaminer, der er blevet kogt og derefter tørret. Nogle varianter indeholder også tilsatte næringsstoffer for at sikre en afbalanceret diæt. Der er debat om kvaliteten af ingredienserne i visse typer tørfoder, og mange filosofier omkring hvordan sammensætningen af et godt tørfoder er. At forstå ingredienserne i foder til kæledyr er en vigtig del af den bedste anbefaling. Foder til kæledyr kan være så simpelt som én ingrediens eller så kompliceret som at indeholde mere end 60 ingredienser. Foder til kæledyr og dets ingredienser er i USA reguleret af FDA og i Europa af EU. En del af denne forordning er gennemgangen og definitionen af ingredienser. Eksisterende ingredienser ændres, og nye ingredienser bliver tilgængelige, så behovet for ingrediensdefinitioner vokser. Ingredienser til produktformuleringer er valgt ud fra deres næringsstofindhold, fordøjelighed, smag, funktionalitet, tilgængelighed og pris.
Nogle producenter som fx Dr.Clauder's fokuserer meget på glutenfri varianter hvor man undgår fx majs og hvede, for at ikke udsætte hunden for gluten i kosten. Populære glutenfri varianter er fx hundemad med lam og ris, der ofte anbefales til hunde med følsom fordøjelse. Lam er en letfordøjelig proteinkilde, mens ris giver en mild kilde til kulhydrater, der er skånsom mod maven
Andre producenter som fx Riverwood, Orijen m.fl. har helt kornfrit hundefoder varianter hvor der hverken er ris eller kartoffel.

## Vådfoder til hunde
Vådfoder består af ingredienser, der er kogt og serveret i en fugtig form, ofte pakket i dåser eller poser. Dette foder har et højere vandindhold end tørfoder, hvilket gør det til et godt valg for hunde, der ikke drikker nok vand eller har brug for ekstra væskeindtag. Vådfoder er også kendt for at være mere smagfuldt og kan være lettere for hunde med tandproblemer at spise.
En ulempe ved vådfoder er, at det har en kortere holdbarhed, når først det er åbnet, og det kan være dyrere end tørfoder. Derudover bidrager det ikke i samme omfang som tørfoder til at reducere tandsten.
Ifølge et studie, er der en højere del af vådfoderet der ikke lever op til de fastlagte standarder for hundefoder I EU, og det kan derfor betale sig at holde øje med ingredienslisten, når man handler. Undersøgelsen var den første til at prøve en bred vifte af våd- og tørfoder til kæledyr, betegnet som "komplet" og bredt tilgængelig for forbrugere i Storbritannien, for mineralsammensætning. Et flertal var ikke-kompatible i henhold til gældende europæiske anbefalinger.

## BARF (Biologically Appropriate Raw Food)
BARF-dietten, også kendt som råfoder, består af råt kød, ben, organer og grøntsager. Tilhængere af BARF mener, at denne type diæt er den mest naturlige og næringsrige for hunde, da den efterligner det, deres vilde forfædre ville have spist.
Det er dog vigtigt at bemærke, at BARF kræver grundig planlægning for at sikre, at hunden får alle nødvendige næringsstoffer. Forkert sammensat råfoder kan føre til ernæringsmæssige mangler eller overskud. Desuden er der en risiko for bakterielle infektioner fra råt kød, både for hunden og for mennesker i husstanden .
Den første pioner inden for BARF-fodring var den australske dyrlæge Ian Billinghurst. Han redigerede bogen Give Your Dog a Bone i 1993. I BARF-produkterne var det igen kun ægte ingredienser som kødfulde knogler, kød, fisk og tarme.
The European Pet Food Industry repræsenterer den europæiske foderindustri, hermed hundefoder. Organisationen har medlemmer fra 18 lande og fem virksomhedsmedlemmer (Affinity Petcare, Hill's Pet Nutrition, Mars PetCare, Nestlé Purina Petcare og Wellpet).